# Grupo Escolar Senador Azeredo
O Grupo Escolar Senador Azeredo é um grupo escolar centenário em Cuiabá, Mato Grosso. A escola foi autorizada por Pedro Celestino da Costa em 16 de outubro de 1908, por meio de um ato estadual que criava além desta, outras várias escolas no estado. O grupo foi inaugurado em 10 de setembro de 1910, tendo Gustavo Kuhlmann como seu primeiro diretor. O design do edifício é bem simples, seguindo o padrão das obras públicas do Mato Grosso no início do século XX. A fachada principal apresenta um frontão adornado por balaústres e estruturas metálicas, com uma porta única e central. O espaço arquitetônico interior é bem definido. O prédio ainda conserva todas as suas características originais de construção, funcionando como estabelecimento de ensino desde a sua inauguração até o ano de 1975 quando, em 15 de maio passou a abrigar a Casa do Artesão. Em 15 de novembro de 1983 foi tombado pela Fundação Cultural de Mato Grosso, passando a fazer parte do Patrimônio Histórico do local.